# 幕末志士 (ゲーム実況グループ)
幕末志士（ばくまつしし）は、ニコニコ動画やYouTubeにゲーム実況動画を投稿している2人組のゲーム実況グループ。メンバーの坂本龍馬（坂本竜馬）、中岡慎太郎が史実の坂本龍馬、中岡慎太郎に扮して「ござる口調」でゲーム実況を行う。高いゲームスキルに加えメンバーの掛け合いも人気で、投稿した動画の多くがヒット作となっている人気ゲーム実況グループである。ゲーム制作グループとしても活動しており、「RPGアツマール」にて制作したゲームを配信している。

## メンバー

### 現メンバー

#### 坂本龍馬（坂本竜馬）
愛称：坂ちゃん
別名：霧崎鋭（きりざきえい）、パニ山パニ夫君
生年月日：1983年9月15日
イメージカラーは赤色。
幕末志士のリーダー的存在。独身。
2008年に元メンバーである西郷と二人で「幕末志士」を結成。新メンバーの中岡とは幕末志士の結成前からニコニコ動画にてゲーム実況動画を投稿していた。
2014年頃の幕末志士の活動休止期間中には「パニカス拳」と題して、自身が坂本であることを明かさずにソロでゲーム実況配信をニコニコで行っていた。

#### 中岡慎太郎
愛称：中ちゃん
別名：N君（正式加入前、幕末ラジオ出演時の名義）
イメージカラーは黄色。
既婚。
趣味はネカマ、サバゲー。
2020年6月に後述の西郷隆盛と入れ替わる形で幕末志士に加入した。
好きな食べ物はラーメン（特に山岡家）。
嫌いな食べ物はグリーンピース。
乗り物に酔いやすい。

### 旧メンバー

#### 西郷隆盛
愛称：ごっち
別名：そっしー
イメージカラーは緑色。
2020年5月をもって幕末志士を卒業し、現在は「そっしー」名義でYouTubeとTwitchで活動を行っている。

## ゲーム実況
グループ結成以前より実況プレイ動画を投稿していたが再生数が伸びなかったため、2008年9月に『くにおくんの時代劇だよ全員集合!』を坂本龍馬と西郷隆盛という「幕末志士」のキャラクターになりきって実況プレイを行うコンセプトの動画を投稿し、ゲーム実況グループ「幕末志士」としての活動を開始した。同年12月より投稿された『スーパーマリオ64』の1upキノコから逃げながらコインを回収するという実況プレイ動画「奴が来る」シリーズでブレイク。度重なる動画投稿の遅れと、動画の投稿者コメントに次回の投稿予定日を書くことで再生数が伸び続けたことなどもあり、ニコニコ動画上でシリーズ累計で約4000万再生を記録した。
ゲーム実況者としては寡作であることで知られており、題材となるゲームを調査するところから始まり、「自分たちがその動画を見て爆笑できるかどうか」という基準をクリアする動画ができるまで数十時間から数百時間かけている。2015年8月24日に投稿した『マリオカート64』の実況動画は投稿までにゲームを100時間以上プレイした上で制作し、約1年半ぶりの投稿となった。
2014年2月に『幕末志士達のスマブラ６４実況プレイ』というタイトルで投稿した、『ニンテンドウオールスター!大乱闘スマッシュブラザーズ』の対戦動画は、2015年12月23日にニコニコ動画において9作品目、ゲーム実況動画として初の1000万再生を突破した。このことを報じたねとらぼの記事の中では、この動画について「何回も見たくなる中毒性がある」というファンの評価が紹介されている。
2016年1月12日に公開されたインタビュー記事では、ニコニコ動画におけるゲームカテゴリの合計再生数ランキングの第1位から第3位までを本グループのゲーム実況動画が占めていることから、「『ゲーム実況』の中でも、頂点に立つゲーム実況主だと言っても過言ではない」と紹介されている。また、2018年3月に総務省情報流通行政局が発表したeスポーツに関する研究報告書でも、「ニコニコ動画発の有名ゲーム実況者」の一例として言及されている。
2019年2月23日のニコニコチャンネル有料会員限定配信で坂本の活動休止を発表。同年3月3日の動画投稿をもって坂本の新規収録と動画編集の休止期間に入る。また、生配信活動も同年3月2日の生配信「幕末生 第71回」以降は、西郷のソロ活動となり「幕末志士 西郷ラジオ」とタイトルを変えての配信になる予定と発表した。なお、坂本の活動休止の理由として、様々な騒動が立て続けに起こり、心が折れてしまったためと配信内で説明している。その後活動を休止。同年4月20日に活動を再開する。
2020年5月2日の定期配信をもって西郷が幕末志士から卒業した。西郷は卒業後も「そっしー」名義で活動を続ける意向を示した。
2020年6月27日のニコニコチャンネルでの配信にて、坂本は友人の中岡慎太郎とともに活動を再開する旨を発表した。
2022年5月、ニコニコとYouTubeのコンビ活動と並行して、Twitchにて坂本単独で配信活動を行っていくことを発表した。

## ゲーム制作
2017年6月23日、ニコニコ動画のサービスのひとつである自作ゲーム投稿コミュニティサービス「RPGアツマール」において本グループが中心となって制作したオリジナル恋愛アドベンチャー＆アクションゲーム『キリザキ君は。』を配信した。西郷が作った自作ゲーム『隣のキリザキ君』をベースにして制作されており、坂本がシナリオを手がけている。同年9月12日から本作と、東京・池袋のニコニコ本社内にあるnicocafeとのコラボレーション企画が行われ、本作にちなんだメニューが提供された。2018年6月16日にゲームの最終更新が行われ、わんにゃんぷー作画によるコミカライズが月刊コミックジーン9月号より連載されることが発表された。
アクションホラーゲーム『Gellerman～ゲラーマン～』は坂本がメインで制作しており、2017年3月時点で体験版が30万プレイを達成し、「RPGアツマール」のアクションカテゴリのトップにランクインしている。
新幕末志士体制となってからは、"Bakumatsu Games"名義でSteam用ゲームを定期的に発売している。

### 作品
- 幕末志士オンライン（幕末志士チャンネル限定）
  - 幕末志士オンライン2（2019年6月30日 - 2022年1月24日、幕末志士チャンネル会員限定）
- ししりうむ
- Gellerman～ゲラーマン～
- キリザキ君は。
- もろだし相撲
- ぐらぐらおでん

## コラボレーション
2016年2月12日からはくにおくんシリーズ30周年記念企画の一環として、公式特設サイトにてくにおくんシリーズの実況動画を月1本のペースで投稿した。2016年2月18日にコーエーテクモゲームスから発売された『進撃の巨人』、および2018年3月15日に発売されたその続編『進撃の巨人2』、2019年7月4日に発売された『進撃の巨人2 -Final Battle-』とのコラボレーションとして実況動画をニコニコ動画に投稿した。
2018年3月10日に『メイプルストーリー』の実況をニコニコ生放送にて配信した。また『メイプルストーリー』のゲーム内アイテムとして坂本と西郷のアバターアイテムが実装された。
2018年11月13日から28日まで、nicocafeにおいて幕末志士活動10周年を記念したコラボカフェ「幕末志士10周年記念義憤カフェ」が開催された。店内のモニターでは過去のゲーム実況や撮り下ろしのラジオが上映されたほか、提供されたコラボメニューやメッセージカードなどについても坂本と西郷が企画、監修として関わり、坂本の「インスタ映えするメニュー」という要望が反映された。

## 出演

### インターネットテレビ
- 幕末ラジオ（2015年9月5日 - 2017年8月26日、ニコニコ生放送）
  - 幕末生（2017年9月23日 - 2020年5月2日、ニコニコ生放送）
  - 新・幕末ラジオ（2020年7月4日 - 、ニコニコ生放送）
- 奴が来る（2015年12月18日 - 2016年9月3日、ニコニコ生放送）
- ゆゆうた&みゃこの泥沼バラエティ#17 ニコニコレジェンド大集合！（2024年5月29日、OPENREC.tv） 坂本のみ出演

## 作品

### 漫画原作
- キリザキ君は。（KADOKAWA『月刊コミックジーン』2018年9月号 - 、作画：わんにゃんぷー）